# مجید رهنما
مجید رهنما (آذر ۱۳۰۳ در تهران – ۲۵ فروردین ۱۳۹۴ در لیون) پژوهشگر و سیاستمدار ایرانی و وزیر علوم و آموزش عالی کابینه هویدا بود. او از صاحبنظران نظریه پساتوسعه بود.

## زندگی
مجید رهنما، فرزند زین العابدین رهنما و زکیه حائری، متولد آذر ۱۳۰۳ است. او دیپلم ادبیات و علوم را از دانشگاه آمریکایی بیروت، لیسانس حقوق از دانشگاه سن ژوزف بیروت، فوق لیسانس اقتصاد سیاسی از سن ژوزف و دکترای حقوق را از دانشگاه پاریس گرفت. در ۱۳۲۴ وارد خدمت در وزارت امور خارجه گردید. اهم مشاغل وی در وزارت امور خارجه عبارتست از: دبیر دوم و سوم سفارت شاهنشاهی در مسکو، معاون ادارهٔ سازمانهای بین‌المللی معاون اداره اطلاعات و مطبوعات، دبیر اول نمایندگی دائمی ایران در نیویورک، سرکنسول در سانفرانسیسکو، معاونت بین‌المللی وزارت امور خارجه و سفیر کبیر ایران در سویس. در سال ۱۳۴۶ که وزارت فرهنگ به دو وزارتخانه تقسیم شد و وزارت آموزش عالی و علوم به وجود آمد، مجید رهنما به سمت وزیر علوم و آموزش عالی معرفی گردید و چند سالی در آن سمت بود. مجید رهنما به دلیل پیشنهادش در برخورد با دانشجویان و کم کردن فشارهایی که ساواک بر دانشگاه وارد می‌کرد، در سال ۱۳۵۱ از کار برکنار شد.
مجید رهنما، پس از آن، طرح آموزشی- عمرانی «الشتر» را در لرستان اجرا کرد، طرحی که به گفته فریده رهنما همچنان و به شکلی نو و با نامی دیگر ادامه دارد.
سپس به عضویت هیئت اجرائی یونسکو تعیین شد و سال‌ها در آن سمت بود. او روز سه‌شنبه ۱۴ آوریل برابر با ۲۵ فروردین ماه سال ۱۳۹۴، به دلیل سکته قلبی و پاره شدن آئورت و کهولت سن در شهر لیون فرانسه درگذشت. داریوش شایگان که سابقه چندین سال دوستی با مجید رهنما را دارد، می‌گوید بیش از هرچیز کنجکاوی و جوانی ذهن، در رفتارش بارز بوده‌است.
فعالیت‌های دیپلماتیک او در جهان سوم او را به تفکر در مورد توسعه، به ویژه در مورد فقر سوق داد. او «فقر» (سبک زندگی مبتنی بر صرفه جویی، که ممکن است ارادی باشد) را از «بدبختی» (عدم دسترسی به معیشت) تشخیص داد. بیست سال تجربه او منجر به انتشار کتاب وقتی بدبختی فقر را بیرون می‌راند (۲۰۰۳) شد. او در این کتاب می‌گوید:
گسترش بدبختی و فقر یک رسوایی اجتماعی آشکار و غیرقابل قبول است، به ویژه در جوامعی که قادر به اجتناب از آن هستند. این پدیده دلشوره عمیقی در ما ایجاد می‌کند که کاملاً قابل درک و موجه است. این رسوایی با افزایش قدرت ماشین تولید محصولات سخت‌افزاری پایان نمی‌یابد زیرا این ماشین خودش به‌طور مداوم بدبختی ایجاد می‌کند.
رهنما از دوستان ایوان ایلیچ بود و در ۱۴ آوریل ۲۰۱۵ میلادی درگذشت. داریوش شایگان که سابقه چندین سال دوستی با مجید رهنما داشت او را دارای شخصیتی شفاف می‌دانست که بیش از هرچیز کنجکاوی و جوانی ذهن، در رفتارش بارز بوده‌است. وی رهنما را «پیرجوان دوست‌داشتنی» می‌خواند.

## آثار
- کشورهای آسیایی و آفریقایی
- وقتی بینوایی فقر را از صحنه بیرون می‌رانداین کتاب که با عنوان «وقتی فلاکت، فقر را می‌راند» ترجمه شده، به بحث دربارهٔ تفاوت‌های افراد فقیر با اصل فقر در دنیا می‌پردازد. «فریده رهنما»، معتقد است که نام این کتاب در ترجمه فارسی آن چندان قابل ارتباط با مفهوم آن نیست.
- آموختن برای زیستن
- مشارکت نگاهی نو به مفاهیم توسعه